# Alberto d'Asburgo-Teschen
Alberto Federico Rodolfo Domenico d'Asburgo-Teschen (Vienna, 3 agosto 1817 – Arco, 18 febbraio 1895) è stato un generale austriaco.
Noto anche come l'Arciduca Alberto, principe imperiale, arciduca d'Austria, principe reale di Ungheria e Boemia, duca di Teschen, fu generale dell'esercito imperiale austriaco che sconfisse l'esercito italiano nella battaglia di Custoza.

## Biografia

### Infanzia ed esordi nell'esercito

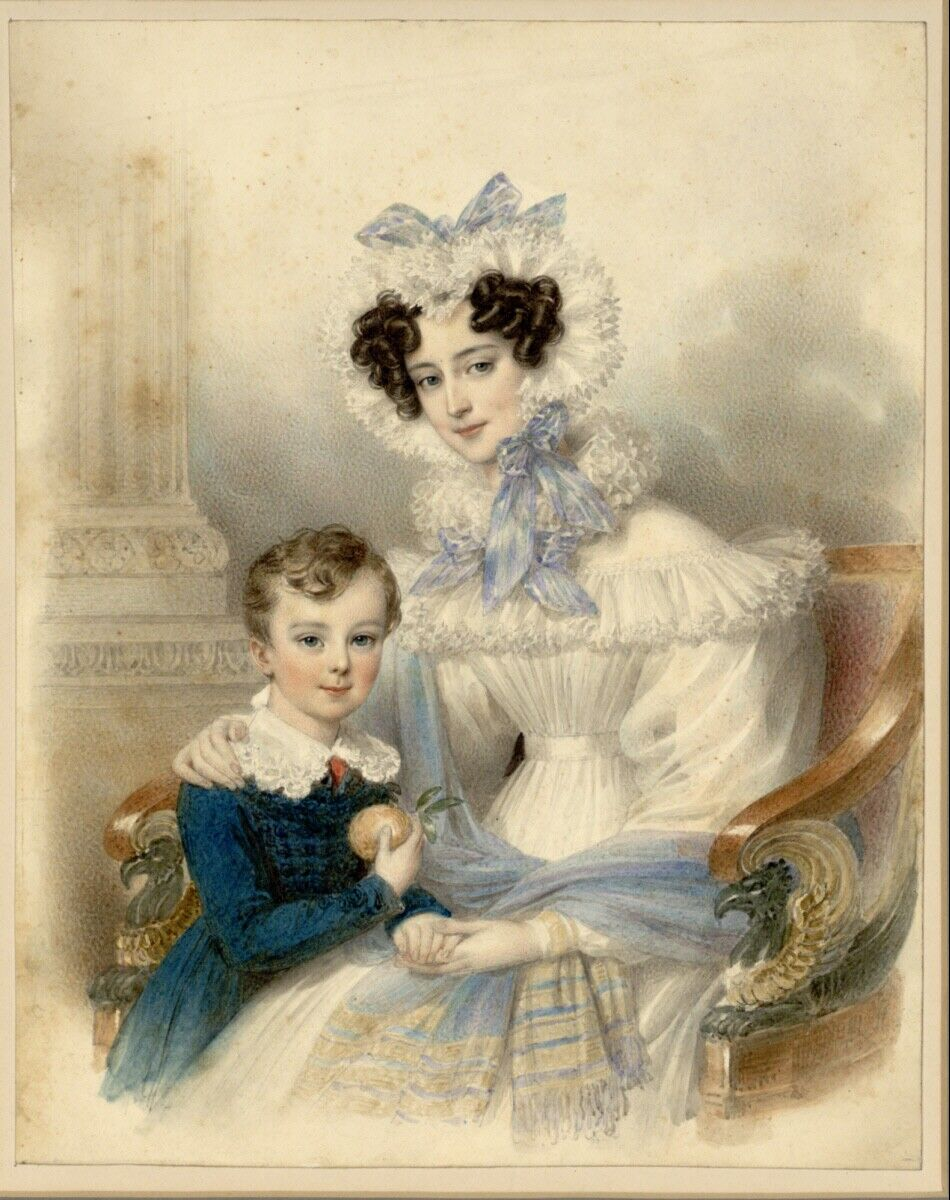
L'arciduca Alberto ritratto in tenera età con la madre da Johann Ender nel 1830 circa

Era il secondogenito, ma figlio maggiore maschio, dell'arciduca Carlo d'Asburgo-Teschen e della principessa Enrichetta di Nassau-Weilburg.
Quale figlio del vincitore di Essling e cugino del padre dell'Imperatore, Alberto salì rapidamente i gradini dell'esercito, ricevendo, appena tredicenne (1830), il grado onorifico di secondo colonnello. Passò poi alla vita militare pratica nel 1837, quando fu nominato secondo colonnello del reggimento di fanteria Wimpffen. Per completare la propria educazione militare, nel 1839, ventiduenne, cambiò arma, passando al reggimento di corazzieri Mengen col medesimo grado.

### Matrimonio

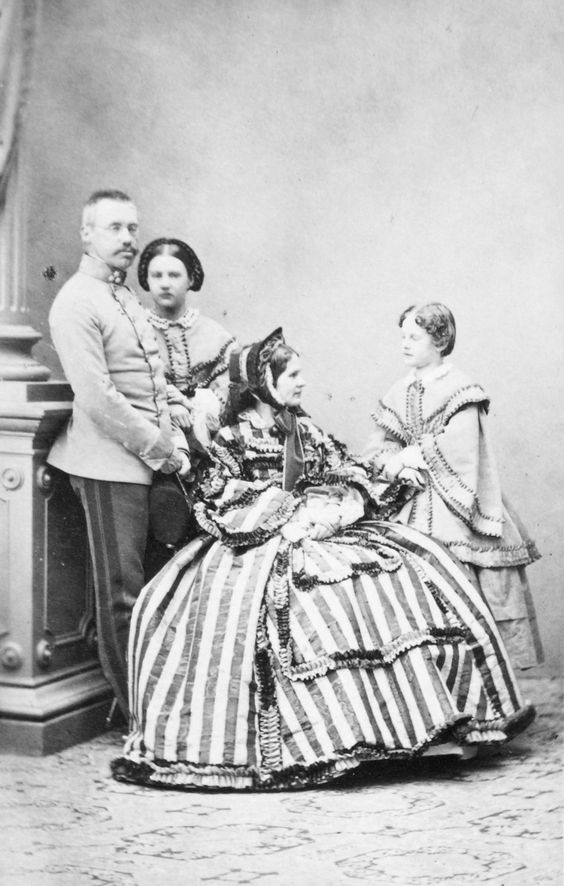
Il Duca di Teschen fotografato con la moglie Ildegarda di Baviera e le due figlie

Il 1º maggio 1844 sposò la principessa Ildegarda di Baviera (1825 – 1864), figlia di Luigi I di Baviera e di Teresa di Sassonia-Hildburghausen (1792 – 1854). Ebbero tre figli.

### Rivoluzione viennese

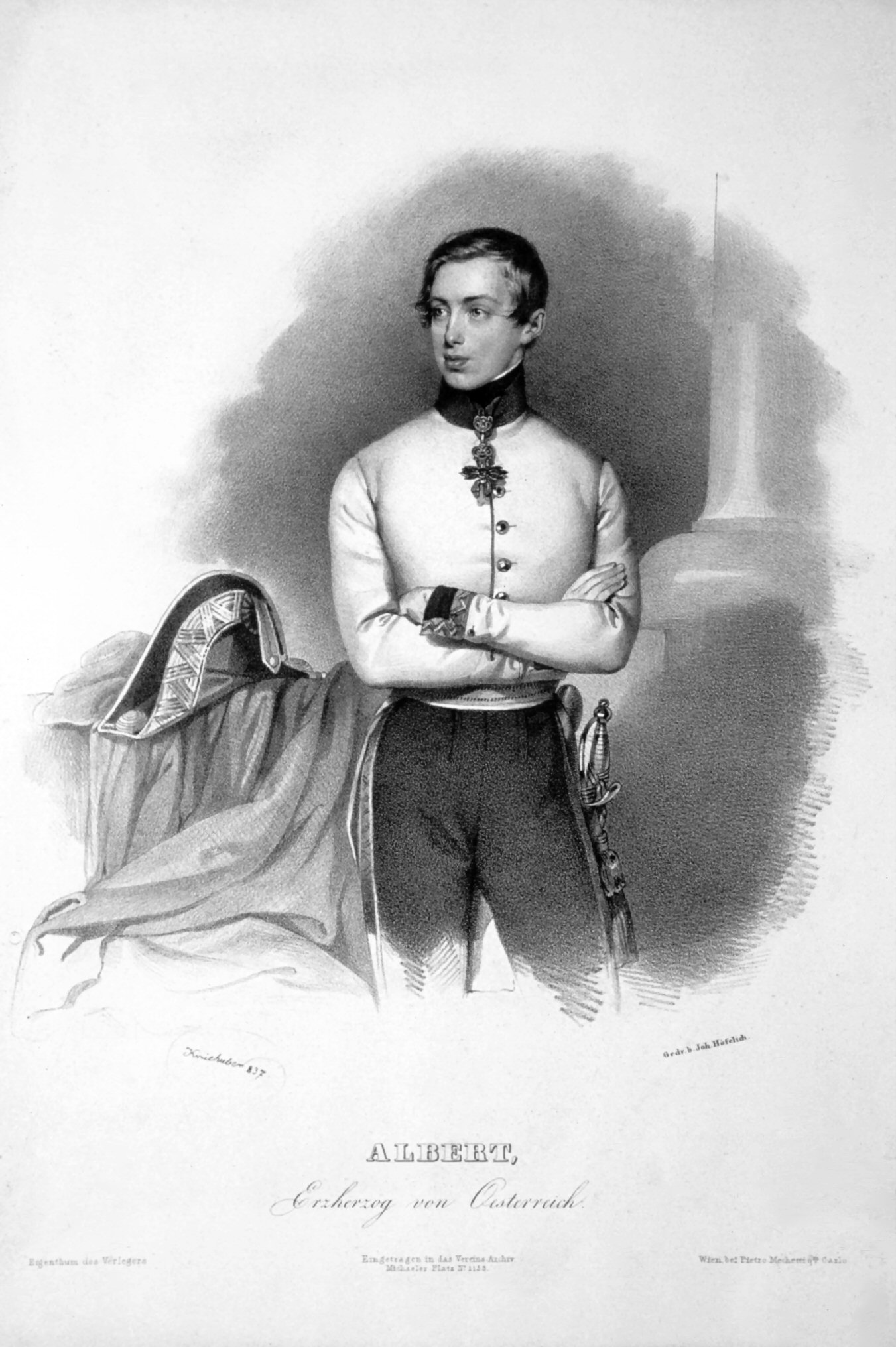
Alberto di Teschen in una stampa del 1837

Nel 1840 venne promosso maggiore generale, nel 1843 tenente-feldmaresciallo. Nel 1845 venne nominato comandante militare di Salisburgo, Bassa ed Alta Austria.
A seguito dello scoppio della rivoluzione viennese del 13 marzo 1848, della quale Alberto venne incolpato per aver dato ordine di sparare sulla folla, si dimise dalla carica.

### Prima guerra d'indipendenza italiana

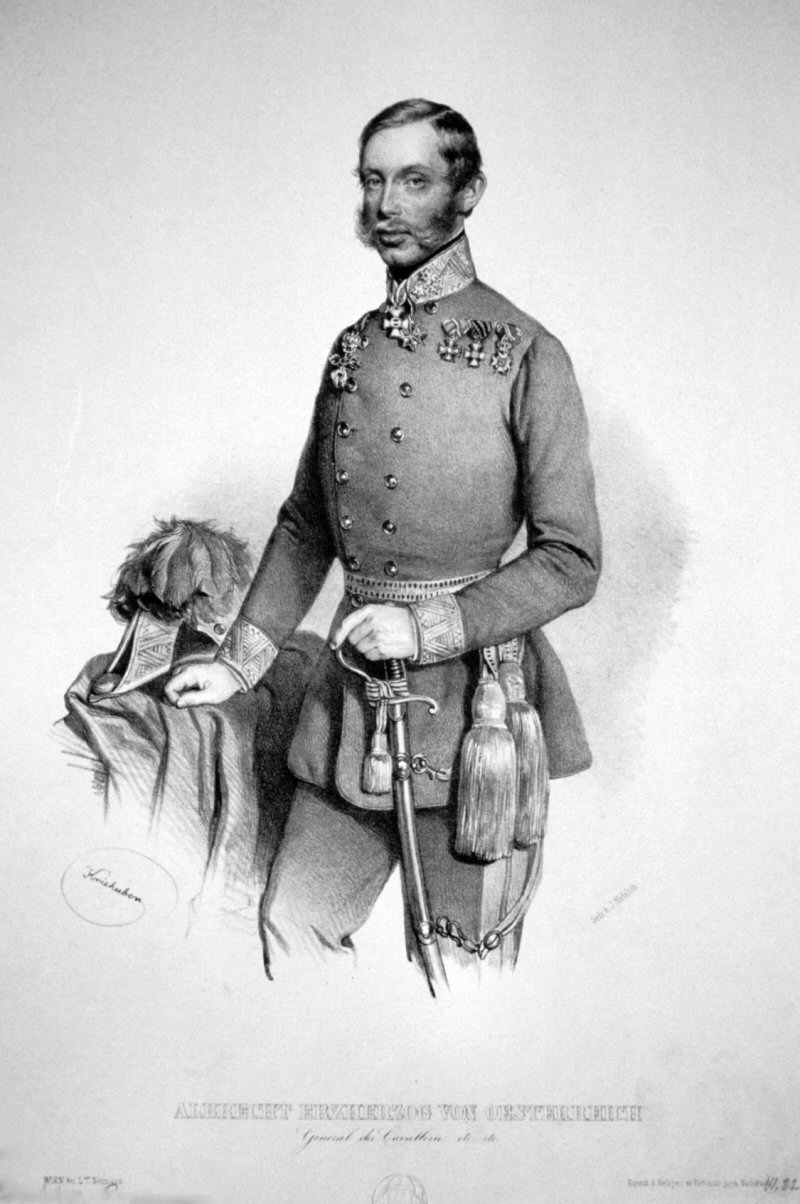
Alberto d'Austria in una litografia di Josef Kriehuber del 1846

Reietto dai costituzionalisti, prese la saggia decisione di affrettarsi presso l'ultimo bastione dell'assolutismo: si arruolò volontario nella armata d'Italia del feldmaresciallo Radetzky, rinserrato attorno a Verona. Qui si distinse alla battaglia di Santa Lucia, il 6 maggio, nel cui contesto l'iniziale successo sardo non fu sfruttato da Carlo Alberto.
Il contributo più importante che la famiglia diede al Radetzky, tuttavia, venne, probabilmente, dalla sorella maggiore di Alberto, la regina Maria Teresa (1816 – 1867), seconda moglie di Ferdinando II delle Due Sicilie, re delle Due Sicilie: alla metà di quel maggio, mentre Alberto giungeva a Verona, il 're bomba' ritirò dal conflitto le sue truppe, che avevano ormai raggiunto il Po ed erano in procinto di entrare in Veneto. Ciò impedì al generale Pepe di ricongiungersi con l'esercito pontificio del Durando e consentì a Radetzky la strategica vittoria di Custoza, il 10 giugno.
Venne poi l'armistizio di Salasco del 9 agosto e la ripresa dei combattimenti, l'8 marzo 1849, quando Carlo Alberto ruppe la tregua con l'Austria. Nel corso di questa breve campagna, Alberto ebbe un comando nel corpo d'armata del feldmaresciallo d'Aspre e si batté con distinzione a Gravellona, Mortara e specialmente a Novara. Qui la sua divisione tenne testa a un ben più numeroso nemico abbastanza a lungo da permettere l'arrivo dei rinforzi. La conclusione della battaglia fu talmente univoca che Carlo Alberto abdicò in favore di Vittorio Emanuele II.
Rimase nel seguito del generale d'Aspre quando questi fu inviato, con il suo 2º corpo d'armata, prima alla rioccupazione di Parma e poi a quella della Toscana per reinsediarvi Leopoldo II, fuggito a Gaeta: prese parte all'assedio e al saccheggio di Livorno (317 fucilazioni ed 800 morti), l'11 maggio 1849, e all'occupazione di Firenze, il 25.

### Comandante in Boemia e governatore in Ungheria

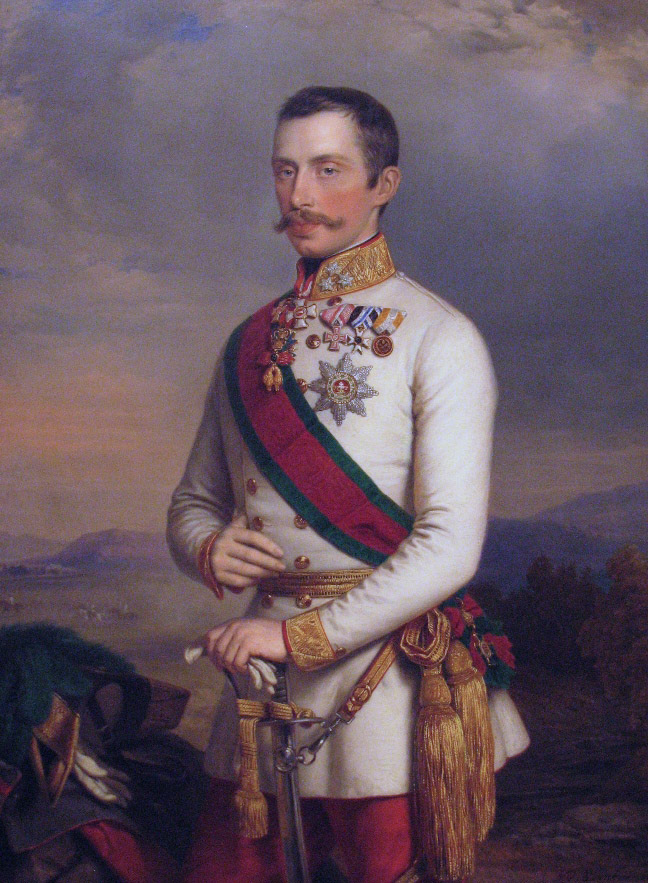
Ritratto dell'arciduca Alberto d'Austria, duca di Teschen di Barabás Miklós, 1854

Dopo il completamento delle brevi e trionfali campagne, Alberto venne nominato comandante del III Corpo d'Armata in Boemia e governatore della fortezza di Magonza, dove già aveva concluso la propria carriera il padre.
Nel 1851 ebbe l'importante carica di governatore generale e comandante militare dell'Ungheria. Si trattava di un incarico assai difficile, ove Alberto si esercitò in parziali aperture agli ungheresi che parvero loro insufficienti, ma eccessive a Vienna. Ciò fu la causa delle sue dimissioni nel 1860.

### Seconda guerra d'indipendenza italiana

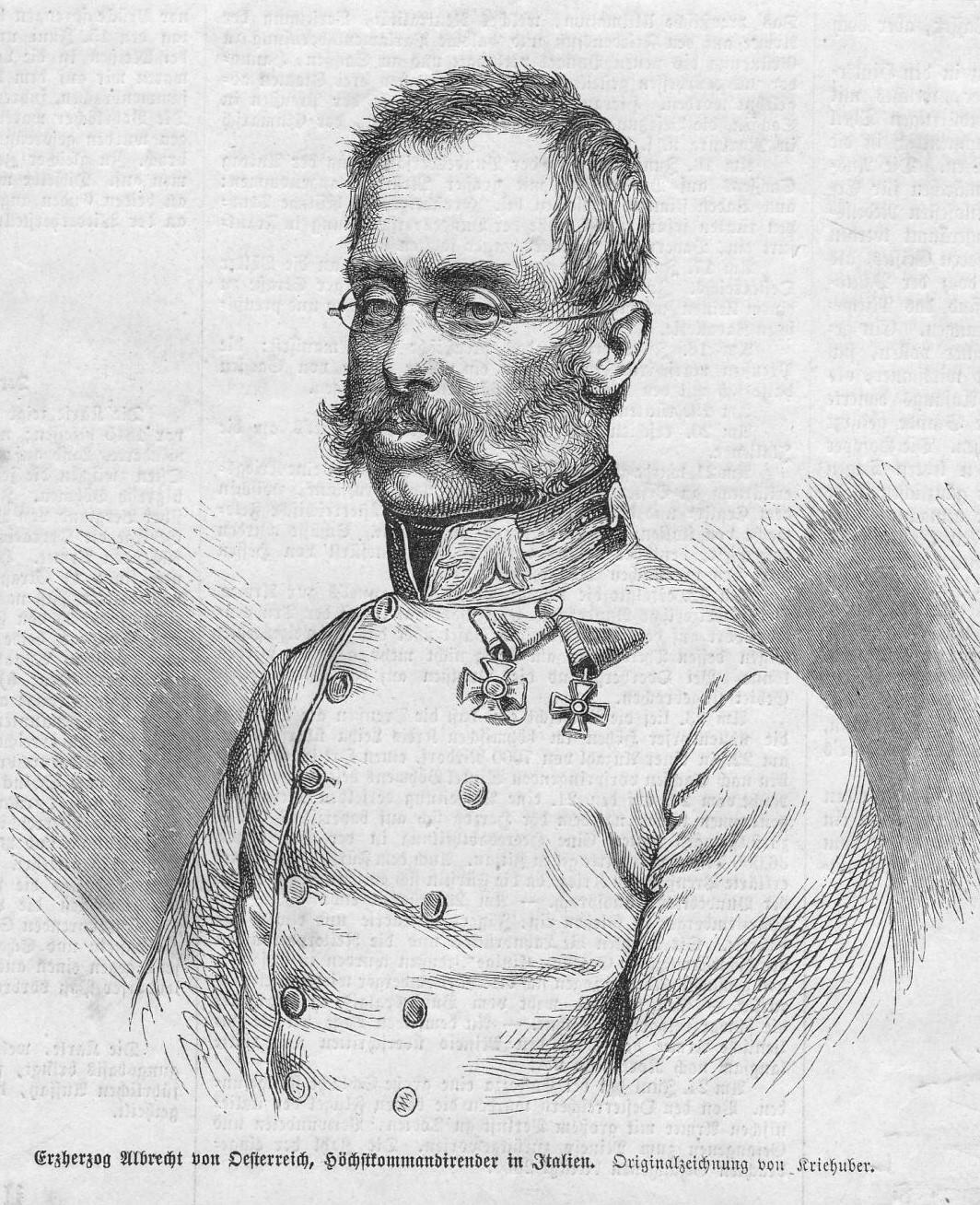
Il duca Alberto in una stampa d'epoca

Nella primavera del 1859 gli venne affidata una missione riservata a Berlino, volta ad ottenere l'appoggio prussiano in vista della prossima guerra contro il Regno di Sardegna di Vittorio Emanuele II e la Francia di Napoleone III. La missione non ebbe alcun risultato evidente, benché tra le ragioni che indussero l'imperatore francese all'armistizio di Villafranca molto contarono i timori dell'imperatrice Eugenia circa una possibile mossa prussiana in Germania o sul Reno.

### Guerra dello Schleswig

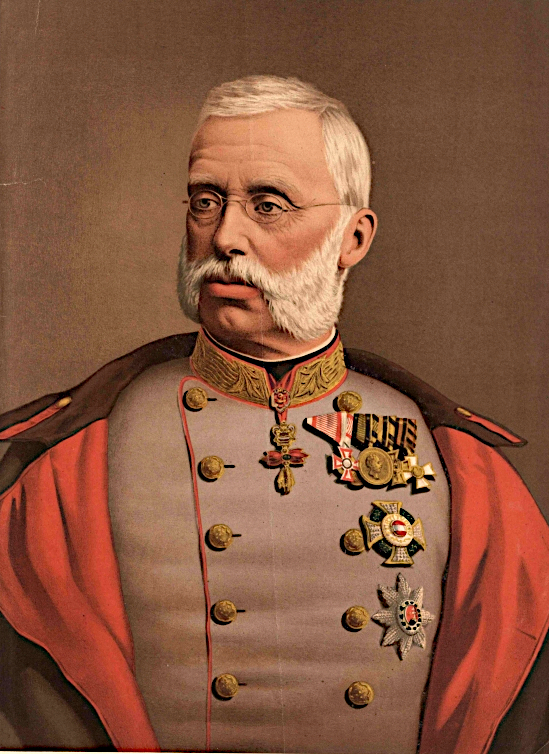
Albrecht d'Asburgo in un ritratto del XIX secolo

I risultati, comunque, non dovettero essere troppo disprezzati a Vienna, dal momento che, nella primavera del 1864, Alberto venne reinviato a Berlino con un nuovo incarico, legato, questa volta, alla Seconda guerra dello Schleswig in corso e che contrapponeva la Danimarca alla Confederazione tedesca. Il tema del contendere era il controllo danese del ducato dello Holstein, maggioritariamente di lingua tedesca, e della attigua provincia dello Schleswig, maggioritariamente di lingua danese.
Rispetto alla precedente missione del 1859, a Berlino il fronte anti-austriaco si era notevolmente rafforzato con l'ascesa al trono di Guglielmo I, il 2 gennaio 1861, seguita, il 3 settembre 1862, dall'insediamento del nuovo cancelliere Bismarck. Quest'ultimo, in particolare, premeva su Vienna perché accettasse di estendere il conflitto all'intero territorio danese, ben oltre le due province contese. Occorre ricordare che l'Austria e la Prussia non avevano rivendicazioni specifiche, ma gareggiavano per dimostrare la propria superiorità militare e il proprio attaccamento alla causa germanica.
Con la firma del Trattato di Vienna, (30 ottobre 1864) la Danimarca cedeva Holstein, Schleswig e Sassonia-Lauenburg all'Austria e alla Prussia, in condominio, anche se la vera vincitrice diplomatica fu la Prussia. La missione di Alberto si era quindi tradotta in un sostanziale scacco politico, benché la gran parte delle responsabilità andasse addebitata al governo di Francesco Giuseppe.

### Terza guerra d'indipendenza italiana

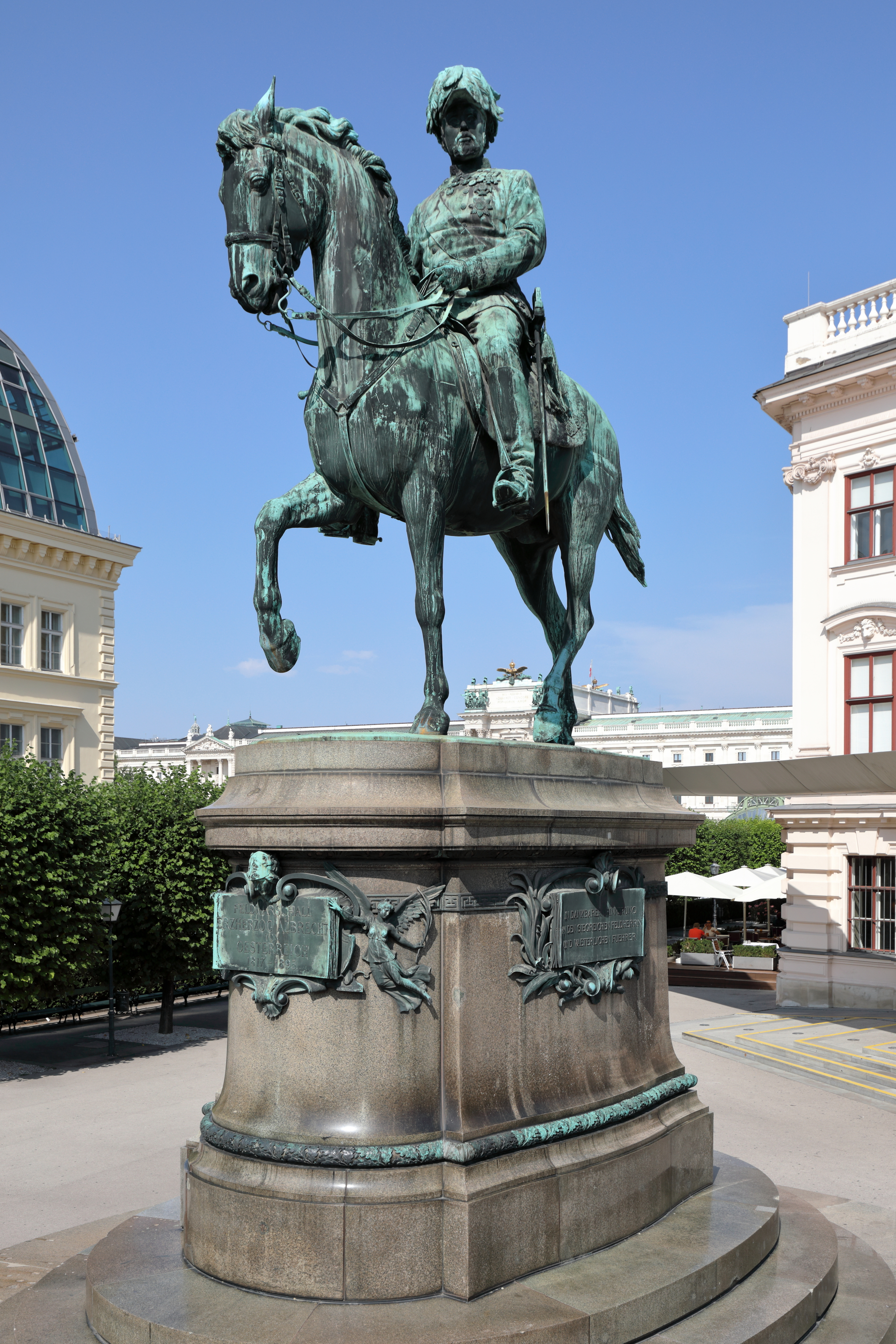
La statua equestre dell'arciduca Alberto di fronte alla Albertina, a Vienna

Nel 1860 Alberto venne nominato comandante generale dell'8º corpo d'armata austriaco a Vicenza. Qui venne promosso, nel 1863, feldmaresciallo.
Scoppiata la terza guerra di indipendenza, il 24 giugno 1866 Alberto inflisse una dura (sebbene certamente non decisiva) sconfitta al La Marmora a Custoza.
Dopodiché, raggiunto dalla notizia della grave sconfitta austriaca a Sadowa, venne nominato comandante in capo al posto del Benedek e comandato a Vienna. La sua decisione cruciale fu di richiamare a Vienna uno dei tre corpi d'armata già stanziati in Veneto, aggiungendolo alle truppe ritiratesi dalla Boemia. Ciò gli consentì di costituire una nuova linea difensiva lungo il Danubio, la quale, tuttavia, non venne mai messa alla prova, dal momento che l'imperatore Francesco Giuseppe, fortemente influenzato dalla richiesta della municipalità di Vienna di dichiarare la capitale città aperta, stabilì di avviare colloqui di armistizio.
Gli storici militari austriaci hanno sostenuto che tale decisione fosse quanto meno affrettata, stante il notevole apparato difensivo organizzato da Alberto. Ed è certo che quest'ultimo ebbe una qualche influenza nell'indurre Bismarck ad assai ragionevoli termini di pace. Lo svantaggio principale riguardò, in effetti, il fronte italiano, ove l'esercito imperiale non seppe in alcun modo arrestare la successiva avanzata del Garibaldi e del Medici in Trentino e quella del Cialdini attraverso il Veneto, da Ferrara sino oltre Udine. Se l'armistizio fosse stato rimandato oltre, Garibaldi e Medici avrebbero certamente condotto l'assedio di Trento contro il pur assai valente Kuhnenfeld e Cialdini avrebbe proseguito oltre l'Isonzo.

### Riorganizzazione dell'esercito austriaco e morte

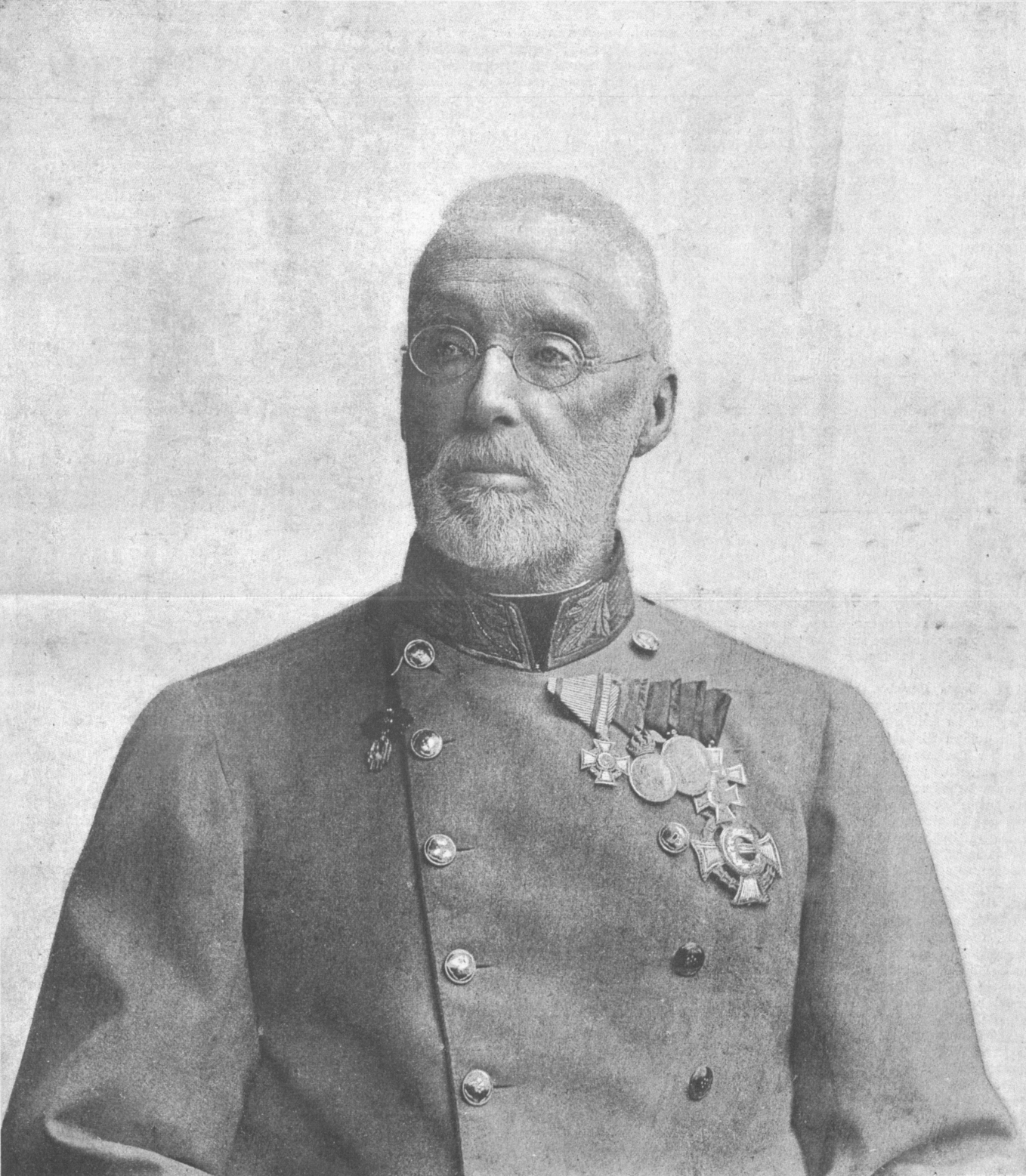
Il feldmaresciallo d'Asburgo-Teschen nel 1895

Dopo i trattati di Praga e Vienna, Alberto venne nominato capo della commissione di riorganizzazione dell'esercito imperiale, alla quale diede un notevole contributo. Seguì anche le orme del padre quale scrittore di arte militare.
Prese stabile residenza al suo Palazzo di Vienna, ove proseguì la importantissima collezione di stampe iniziata dai suoi predecessori. Già uno dei maggiori possidenti terrieri dell'Impero (possedeva sino a 2 070 km²), ne divenne uno dei maggiori industriali.
Qui fu colpito da una terribile, quanto incredibile, sciagura: durante un ricevimento in un castello fuori città, la sua terza figlia, l'arciduchessa Matilde, appena diciottenne, lasciò cadere la sigaretta che stava fumando sul vestito da sera, che prese fuoco e ne causò la morte di fronte all'intera famiglia.
L'arciduca è sepolto nella tomba 128 della Cripta Imperiale, nella chiesa dei Cappuccini di Vienna.

## Discendenza

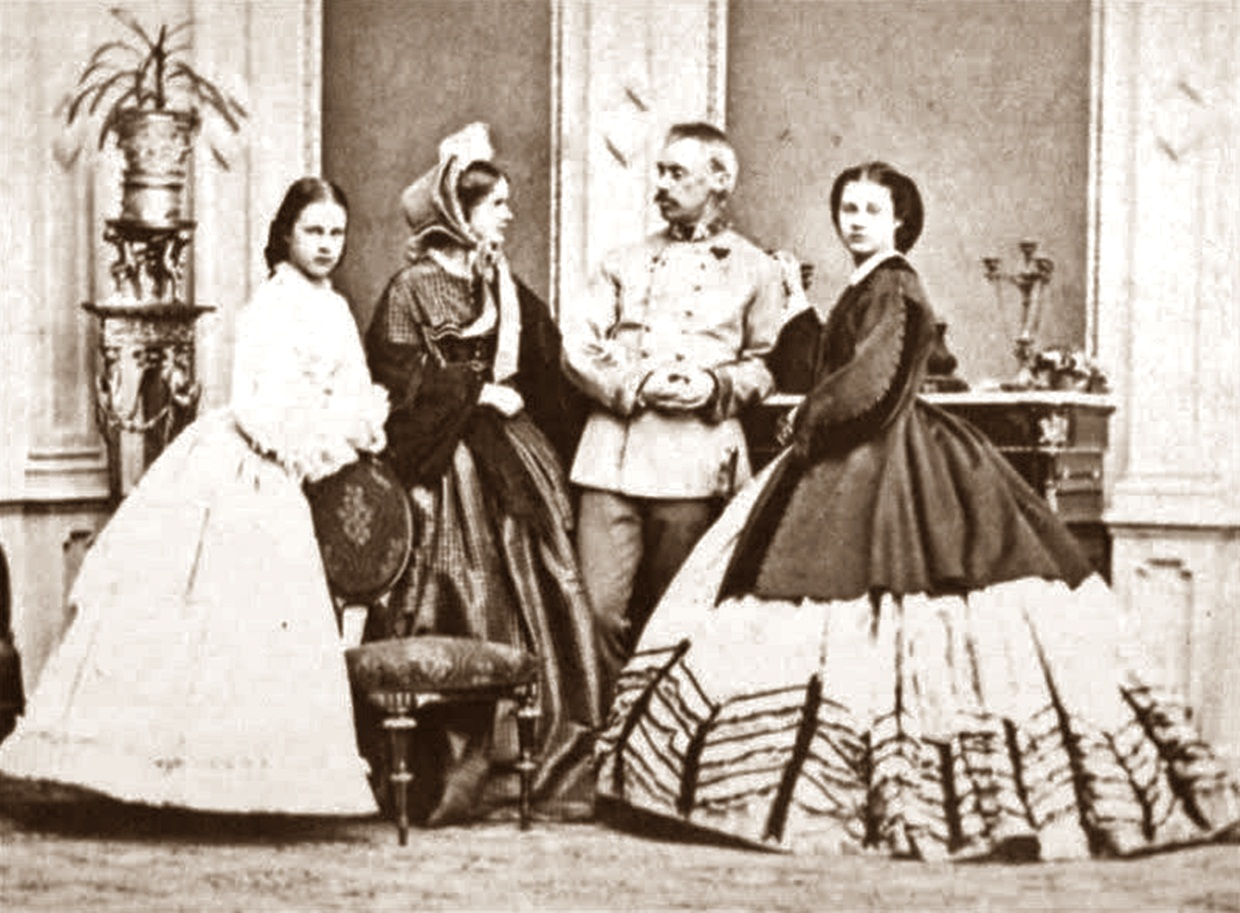
L'arciduca Alberto d'Asburgo-Teschen e la sua famiglia in una fotografia d'epoca

L'arciduca Alberto e la principessa Ildegarda di Baviera ebbero tre figli:
- Maria Teresa (Vienna 15 luglio 1845 – Tubinga 8 ottobre 1927), sposò nel 1893 il duca Filippo di Württemberg;
- Carlo (1847-1848), morto ancora fanciullo, sepolto nella tomba 131 della Cripta Imperiale;
- Matilde (25 gennaio 1849 – Castello di Hetzendorf presso Vienna 6 giugno 1867), sepolta nella tomba 128 della Cripta Imperiale.

## Ascendenza
|                                    |                                              |                                                           | Genitori                                          |  |  | Nonni |  |  | Bisnonni              |  |  | Trisnonni          |  |
|                                    |                                              |                                                           |                                                   |  |  |       |  |  | Francesco I di Lorena |  |  | Leopoldo di Lorena |  |
|                                    |                                              |                                                           |                                                   |  |  |       |  |  | Francesco I di Lorena |  |  | Leopoldo di Lorena |  |
|                                    |                                              | Elisabetta Carlotta di Borbone-Orléans                    |                                                   |  |  |       |  |  | Francesco I di Lorena |  |  |                    |  |
| Leopoldo II d'Asburgo-Lorena       |                                              |                                                           |                                                   |  |  |       |  |  | Francesco I di Lorena |  |  |                    |  |
|                                    |                                              | Maria Teresa d'Austria                                    | Carlo VI d'Asburgo                                |  |  |       |  |  |                       |  |  |                    |  |
|                                    |                                              | Maria Teresa d'Austria                                    | Carlo VI d'Asburgo                                |  |  |       |  |  |                       |  |  |                    |  |
|                                    |                                              | Maria Teresa d'Austria                                    | Elisabetta Cristina di Brunswick-Wolfenbüttel     |  |  |       |  |  |                       |  |  |                    |  |
| Arciduca Carlo, duca di Teschen    |                                              | Maria Teresa d'Austria                                    |                                                   |  |  |       |  |  |                       |  |  |                    |  |
|                                    |                                              | Carlo III di Spagna                                       | Filippo V di Spagna                               |  |  |       |  |  |                       |  |  |                    |  |
|                                    |                                              | Carlo III di Spagna                                       | Filippo V di Spagna                               |  |  |       |  |  |                       |  |  |                    |  |
|                                    |                                              | Carlo III di Spagna                                       | Elisabetta Farnese                                |  |  |       |  |  |                       |  |  |                    |  |
| Maria Ludovica di Borbone-Spagna   |                                              | Carlo III di Spagna                                       |                                                   |  |  |       |  |  |                       |  |  |                    |  |
|                                    |                                              | Maria Amalia di Sassonia                                  | Augusto III di Polonia                            |  |  |       |  |  |                       |  |  |                    |  |
|                                    |                                              | Maria Amalia di Sassonia                                  | Augusto III di Polonia                            |  |  |       |  |  |                       |  |  |                    |  |
|                                    |                                              | Maria Amalia di Sassonia                                  | Maria Giuseppa d'Austria                          |  |  |       |  |  |                       |  |  |                    |  |
| Arciduca Alberto, duca di Teschen  |                                              | Maria Amalia di Sassonia                                  |                                                   |  |  |       |  |  |                       |  |  |                    |  |
|                                    | Carlo Cristiano, principe di Nassau-Weilburg | Carlo Augusto, principe di Nassau-Weilburg                |                                                   |  |  |       |  |  |                       |  |  |                    |  |
|                                    | Carlo Cristiano, principe di Nassau-Weilburg | Carlo Augusto, principe di Nassau-Weilburg                |                                                   |  |  |       |  |  |                       |  |  |                    |  |
|                                    | Carlo Cristiano, principe di Nassau-Weilburg | Principessa Augusta Federica di Nassau-Idstein            |                                                   |  |  |       |  |  |                       |  |  |                    |  |
| Federico Guglielmo, duca di Nassau | Carlo Cristiano, principe di Nassau-Weilburg |                                                           |                                                   |  |  |       |  |  |                       |  |  |                    |  |
|                                    |                                              | Carolina d'Orange-Nassau                                  | Guglielmo IV, principe di Orange                  |  |  |       |  |  |                       |  |  |                    |  |
|                                    |                                              | Carolina d'Orange-Nassau                                  | Guglielmo IV, principe di Orange                  |  |  |       |  |  |                       |  |  |                    |  |
|                                    |                                              | Carolina d'Orange-Nassau                                  | Anna, principessa reale                           |  |  |       |  |  |                       |  |  |                    |  |
| Enrichetta di Nassau-Weilburg      |                                              | Carolina d'Orange-Nassau                                  |                                                   |  |  |       |  |  |                       |  |  |                    |  |
|                                    |                                              | Giorgio, langravio di Kirchberg, conte di Sayn-Hachenburg | Guglielmo Luigi, langravio di Kirchberg           |  |  |       |  |  |                       |  |  |                    |  |
|                                    |                                              | Giorgio, langravio di Kirchberg, conte di Sayn-Hachenburg | Guglielmo Luigi, langravio di Kirchberg           |  |  |       |  |  |                       |  |  |                    |  |
|                                    |                                              | Giorgio, langravio di Kirchberg, conte di Sayn-Hachenburg | Contessa Luisa di Dhaun                           |  |  |       |  |  |                       |  |  |                    |  |
| Luisa Isabella di Kirchberg        |                                              | Giorgio, langravio di Kirchberg, conte di Sayn-Hachenburg |                                                   |  |  |       |  |  |                       |  |  |                    |  |
|                                    |                                              | Contessa Elisabetta Augusta Reuss di Greiz                | Enrico XI, principe Reuss di Greiz                |  |  |       |  |  |                       |  |  |                    |  |
|                                    |                                              | Contessa Elisabetta Augusta Reuss di Greiz                | Enrico XI, principe Reuss di Greiz                |  |  |       |  |  |                       |  |  |                    |  |
|                                    |                                              | Contessa Elisabetta Augusta Reuss di Greiz                | Corradina Eleonora, principessa Reuss di Köstritz |  |  |       |  |  |                       |  |  |                    |  |
|                                    |                                              | Contessa Elisabetta Augusta Reuss di Greiz                |                                                   |  |  |       |  |  |                       |  |  |                    |  |

## Opere
- Prima relazione ufficiale sulla battaglia di Custoza (Erster offizieller Bericht über die Schlacht bei Custoza am 24. Juni 1866), in Österreichische Militärische Zeitschrift, anno 1866, Nr. 2
- Istruzioni per il comando e gli alti ufficiali della imperial regia armata in Italia (Instruction für die Generalität und höheren Officiere der k.k. Armee in Italien), in Österreichische Militärische Zeitschrift, anno 1866, Nr. 3, pagine 33-60
- Come dovrebbe essere organizzato l'esercito austriaco (Wie soll Österreichs Heer organisiert sein?), Vienna, 1868.
- Della responsabilità in guerra (Über die Verantwortlichkeit im Kriege), Vienna, 1869
- Riflessioni sullo spirito militare (Gedanken über den militärischen Geist), Vienna, 1869
- L'anno 1870 e la forza militare della Monarchia (Das Jahr 1870 und die Wehrkraft der Monarchie), Vienna, 1870